# Yoskar Sarante
Yoskar "El Prabu" Sarante (né le 2 janvier 1970 - mort le 28 janvier 2019) est un éminent chanteur de bachata de nationalité dominicaine.

## Parcours
Yoskar Sarante, né en 1970, est l'un des chanteurs de bachata les plus prolifiques de Saint-Domingue en République dominicaine. Né de Domingo et Ramona Sarante Ventura, il est le deuxième fils de la famille.
Il fait ses premiers pas dans le merengue et appartient à l'International Grupo Melao, un groupe de merengue en République Dominicaine. Yoskar Sarante participe à plusieurs concours pour enfants, mettant en avant le programme le plus populaire de la saison " Mundo Infantil".
Au cours de sa carrière, il est invité à chanter pour le maire du stade des Mets de New York, ce qui lui vaut une certaine renommée aux États-Unis. Il est largement connu internationalement et sa musique traite de sujets romantiques.

## Décès
Le 28 janvier 2019, il décède d'une pneumonie due à une fibrose pulmonaire dans un hôpital d'Orlando, en Floride, entouré de ses proches.

## Discographie
- - Yoskar por siempre (2019)
  - No Me Digas (2016)
  - Dile A El (2016)
  - Quien Eres Tu (2015)
  - Espero por tu amor (2015)
  - Que Vaina Tan Difícil (2014)
  - Me Descuide (2013)
  - Le Pregunto al Amor (2012)
  - Cuidado Con La Envidia (2011)
  - La Insulina (2011)
  - Vuelve Vuelve (2008)
  - Parada 37 (2006)
  - Viví (2004)
  - No Es Casualidad (2002)
  - Llora Alma Mía (2000)
  - Si Fuera Ella (1998)
  - Niña Sedienta (1996)
  - El Prabu (1994)